# 綱嶋耕二
綱嶋 耕二（つなしま こうじ、1965年8月5日 - ）は、日本の実業家。株式会社サンマルクホールディングス代表取締役社長。

## 人物・経歴
岡山県出身。1990年同志社大学経済学部卒業、大和証券入社。1992年サンマルク（現サンマルクホールディングス）入社。2002年執行役員管理本部管理部長。2006年取締役管理本部管理部長に昇格。2008年常務取締役管理本部長。2018年片山直之代表取締役社長の死去を受け後任の代表取締役社長に就任。